# Região Setentrional do Brasil

Mapa das regiões do Brasil em 1913.

Região Setentrional do Brasil é uma divisão regional do país em desuso proposta pelo geógrafo Delgado de Carvalho em 1913, reunindo os estados do Amazonas, Pará e Acre.